# Лейпцигская монетная стопа
Лейпцигская монетная стопа (нем. Leipziger Münzfuß) — монетная стопа, принятая 26 января 1690 года в Лейпциге между курфюршествами Бранденбург и Саксония, а также герцогством Брауншвейг-Люнебург. 28 февраля 1690 года в Торгау было подписано дополнение к лейпцигскому договору, регламентирующее выпуск мелкой разменной монеты. Она определяла новые весовые характеристики и содержание серебра в наиболее распространённых монетах, выпускаемых на их территориях. Нормы договора получили широкое распространение. Стопа предполагала чеканку монет номиналом от одного пфеннига (1⁄288 талера) до 2⁄3 талера исходя из расчёта, что из одной кёльнской марки (233,855 г) чистого серебра следует выпускать денежных единиц на общую сумму в 12 талеров. Деньги, отчеканенные по принятым в Лейпциге нормам, вскоре вытеснили своих предшественников. 1 декабря 1738 года на рейхстаге в Регенсбурге она была признана новой имперской монетной стопой.
После смерти в 1740 году императора Священной Римской империи Карла VI началась Война за австрийское наследство. Она привела к нарушению системы денежного обращения и порче монеты многочисленными монетными сеньорами. Череда войн между Пруссией и Австрией и формирование двух центров силы в Центральной Европе сделали невозможным возобновление единой монетной стопы для всех многочисленных государств империи. В 1750 году в Пруссии приняли грауманскую монетную стопу, предполагавшую чеканку 14 талеров из одной кёльнской марки (233,588 г) чистого серебра.
В 1753 году между Австрией и Баварией была подписана монетная конвенция, предполагавшая чеканку 20 гульденов из одной кёльнской марки чистого серебра. Конвенционный талер равнялся 2 гульденам, сохранив заложенное лейпцигским монетным договором соотношение.

## Предпосылки

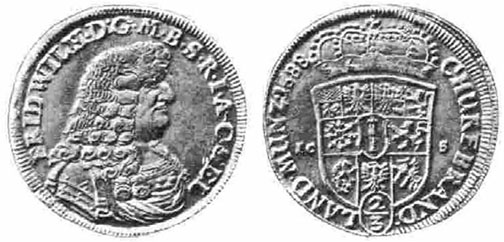
талера 1688 года курфюршества Бранденбург отчеканенного по нормам 12-талеровой стопы с указанием «CHVRF BRAND LANDMVNZ» на реверсе

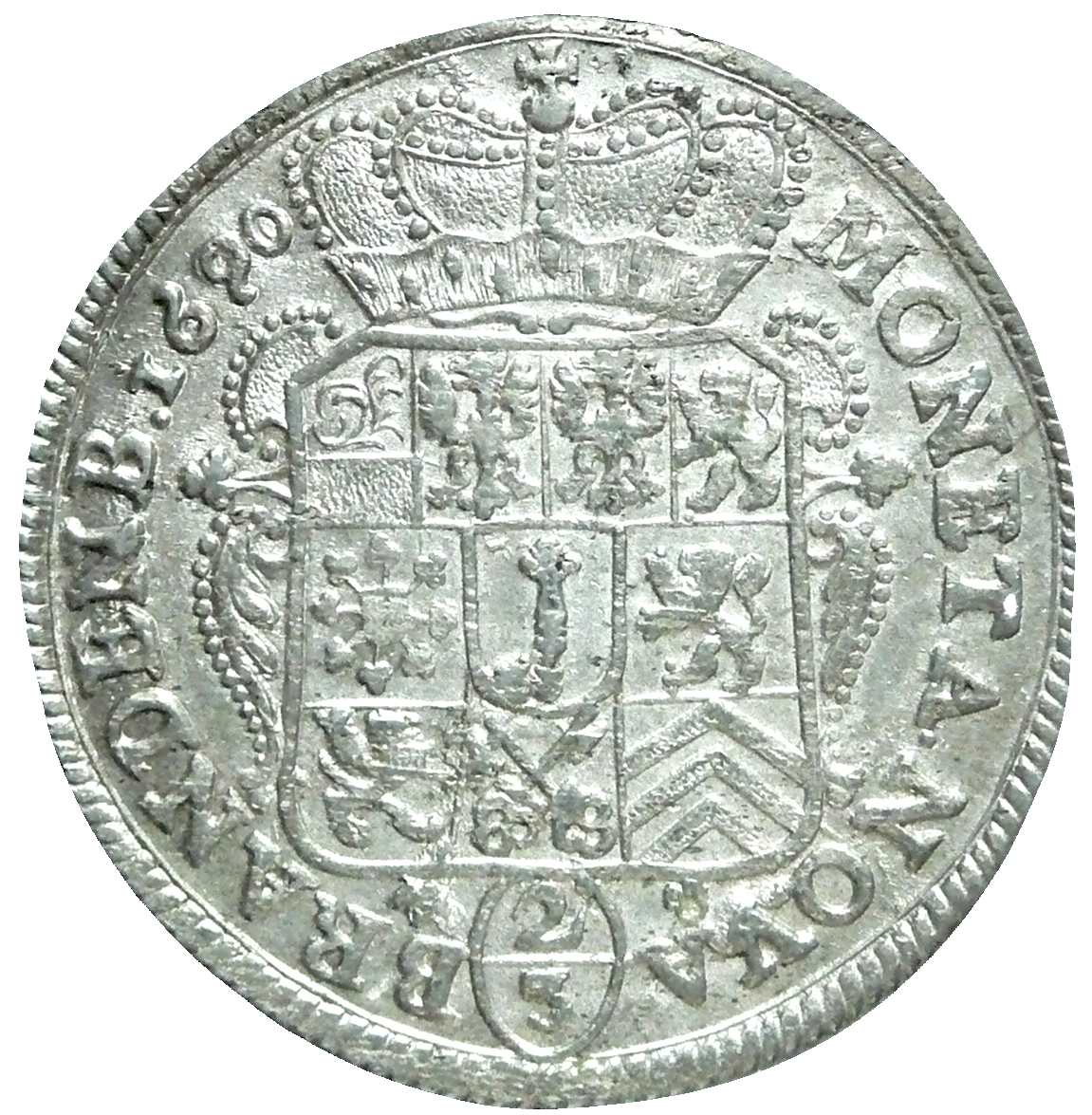
талера 1690 года курфюршества Бранденбург отчеканенного по нормам 12-талеровой стопы после подписания Лейпцигского монетного договора. На реверсе указано «MONETA NOVA BRANDENB»

В середине XVI столетия общегосударственной монетой Священной Римской империи стал талер. Талер, чеканившийся в соответствии с дополнением к аугсбургскому монетному уставу 1559 года, должен был содержать 1⁄9 кёльнской марки (233,855 г) чистого серебра. Это соответствовало 29,23 г благородного металла 889 пробы, или 25,98 г чистого серебра. Монеты с данными характеристиками получили название рейхсталеров. В Западной Европе сложилась практика, предполагающая оборот неполноценной мелкой разменной монеты наряду с полновесной крупной.
Ситуация ухудшилась в первой половине XVII столетия, когда в Германии возник монетный кризис, характеризующийся массовой порчей монет. Руководители немецких государств прибегали к чеканке денег с меньшим содержанием благородного металла, что на фоне наличия многих центров эмиссии дезорганизовало денежное обращение. Разрушительная Тридцатилетняя война (1618—1648) ещё более усугубила общий разлад в немецких государствах. Доходило до того, что количество серебра в полноценном рейхсталере соответствовало 420 низкопробным грошенам, при норме 1 талер — 24 гроша.
На внутренний рынок северо-восточных германских земель попадали также монеты из южной Германии, Австрии и соседней Польши. Это приводило к ещё большей дезорганизации денежного обращения. В 1667 году в монастыре Цинна был подписан договор между курфюршествами Бранденбург и Саксония согласно которому мелкие монеты, а также номиналы в 2⁄3, 1⁄3 и 1⁄6 талера следовало выпускать из расчёта, что из одной кёльнской марки чистого серебра чеканится 10½ талеров. Сами же талеры продолжали производить по старой имперской монетной стопе (9 талеров из одной кёльнской марки).
Введение циннаевской монетной стопы явилось важным шагом к созданию единой в Германии системы денежного обращения. В северо-восточной части Священной Римской империи появилась область с единой монетной системой.
Единая монетная система не только облегчала торговлю между соседними государствами, но и накладывала обязательства на правителей, в частности не предпринимать порчу монеты. Многочисленные реформы курфюрстов Бранденбурга требовали денег. 24 сентября 1684 года ответственным за чеканку монет назначили Додо цу Иннхаузен унд Книпхаузена. Перед ним стояла непростая задача. С одной сторону государству было важным сохранить единую монетную систему с соседями, с другой — получить дополнительные средства путём снижения количества благородного металла в монете. В 1686 году ему удалось созвать в Лейпциге конференцию с представителями стран-участниц Циннаевского монетного союза. Идея о пересмотре норм чеканки монет не нашла поддержки у представителей Саксонии. Тогда по распоряжению Додо цу Иннхаузен унд Книпхаузена в 1687 году стали чеканить монеты номиналом в 1⁄3 и 2⁄3 талера из расчёта 12 талеров из одной кёльнской марки чистого серебра.
Данные выпуски фактически означали выход Бранденбурга из сложившейся единой системы денежного обращения Северо-Восточной Германии. Для подчёркивания различия с ранее отчеканенными монетами легенда была изменена с «MONETA NOVA ARGENTEA» на «CHVRF BRAND LAND MVNZ». Речь шла о выпуске земельной монеты, то есть чеканенной не в соответствии с общепринятой стопой, а из серебра значительно худшей пробы, предназначенной к обращению только на территории, подчиненной бранденбургскому курфюрсту. Такой односторонний выход из циннаевской монетной системы вызвал недовольство включённых в союз государств. В Саксонии даже запретили хождение на своей территории этих денежных знаков. Однако торговые интересы возобладали и 26 января 1690 года в Лейпциге между курфюршествами Бранденбург, Саксония и герцогством Брауншвейг-Люнебургом был подписан новый договор узаконивающий 12-талеровую монетную стопу, получившую название лейпцигской.

## Суть договора
Согласно подписанному соглашению монеты номиналом в 2⁄3, 1⁄3 и 1⁄6 талера следовало выпускать из расчёта, что из одной кёльнской марки чистого серебра чеканится 12 талеров. Ранее выпущенные монеты по нормам циннаевской стопы приравняли к новым по номинальной стоимости, несмотря на различное количество в них благородного металла. Через месяц, 28 февраля 1690 года, в Торгау было подписано дополнение к лейпцигскому договору, регламентирующее выпуск мелкой разменной монеты. 1⁄12 талера следовало выпускать по стопе 123⁄8 талера из кёльнской марки чистого серебра, гутер- и мариенгроши (1⁄24 и 1⁄32 талера соответственно) — 12½ талера, 6, 4 и 3 пфеннига — 13 талеров.
Лейпцигский монетный договор не затрагивал выпуск монет номиналом в 1 талер, регламентируемый ещё имперским монетным уставом 1559 года с дополнением от 1566 года. Однако после подписания новой монетной стопы полновесные рейхсталеры, содержащие около 26 г чистого серебра, стали чеканить в незначительных количествах, в основном как памятные монеты.
Договорами 1690 года в Лейпциге и Торгау было установлено следующее содержание серебра в монетах:
| Номинал                           | Кёльнская марка чистого серебра | Кёльнская марка чистого серебра |
| Номинал                           | количество                      | г                               |
| --------------------------------- | ------------------------------- | ------------------------------- |
| Курантный талер                   | 12                              | 19,49                           |
| 2⁄3 курантного талера             | 18                              | 12,99                           |
| 1⁄3 курантного талера             | 36                              | 6,5                             |
| 1⁄6 курантного талера             | 72                              | 3,25                            |
| 1⁄12 курантного талера            | 148,5                           | 1,57                            |
| 1⁄24 курантного талера (грош)     | 300                             | 0,78                            |
| 1⁄48 курантного талера (полгроша) | 624                             | 0,37                            |
| 3 пфеннига                        | 1280                            | 0,18                            |
| Пфенниг                           | 3936                            | 0,06                            |

В силу ничтожного содержания серебра в монетах малых номиналов их были вынуждены чеканить из биллона.

## Распространение и влияние на денежное обращение

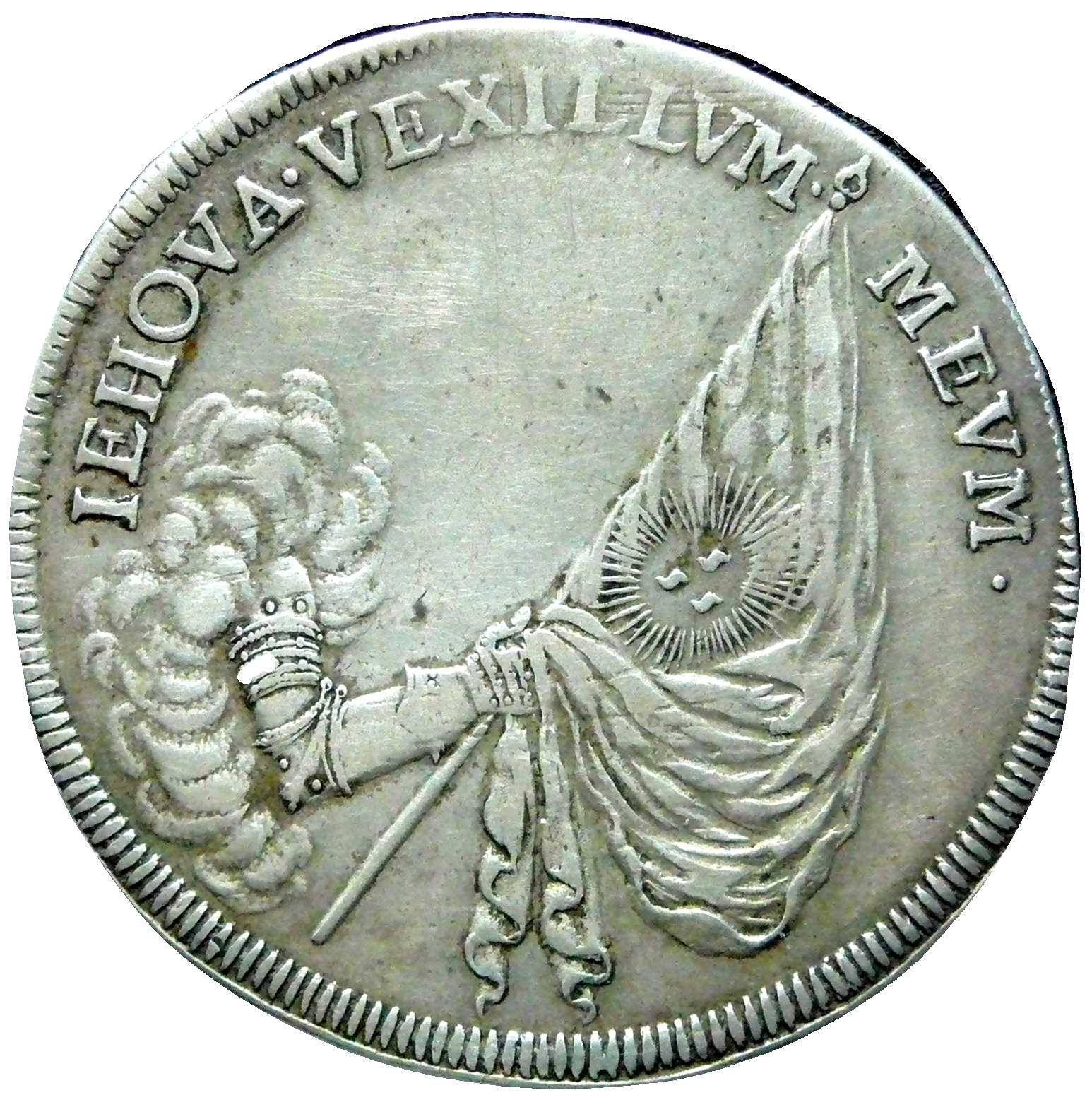
Аверс одного из первых курантных талеров 1691 года

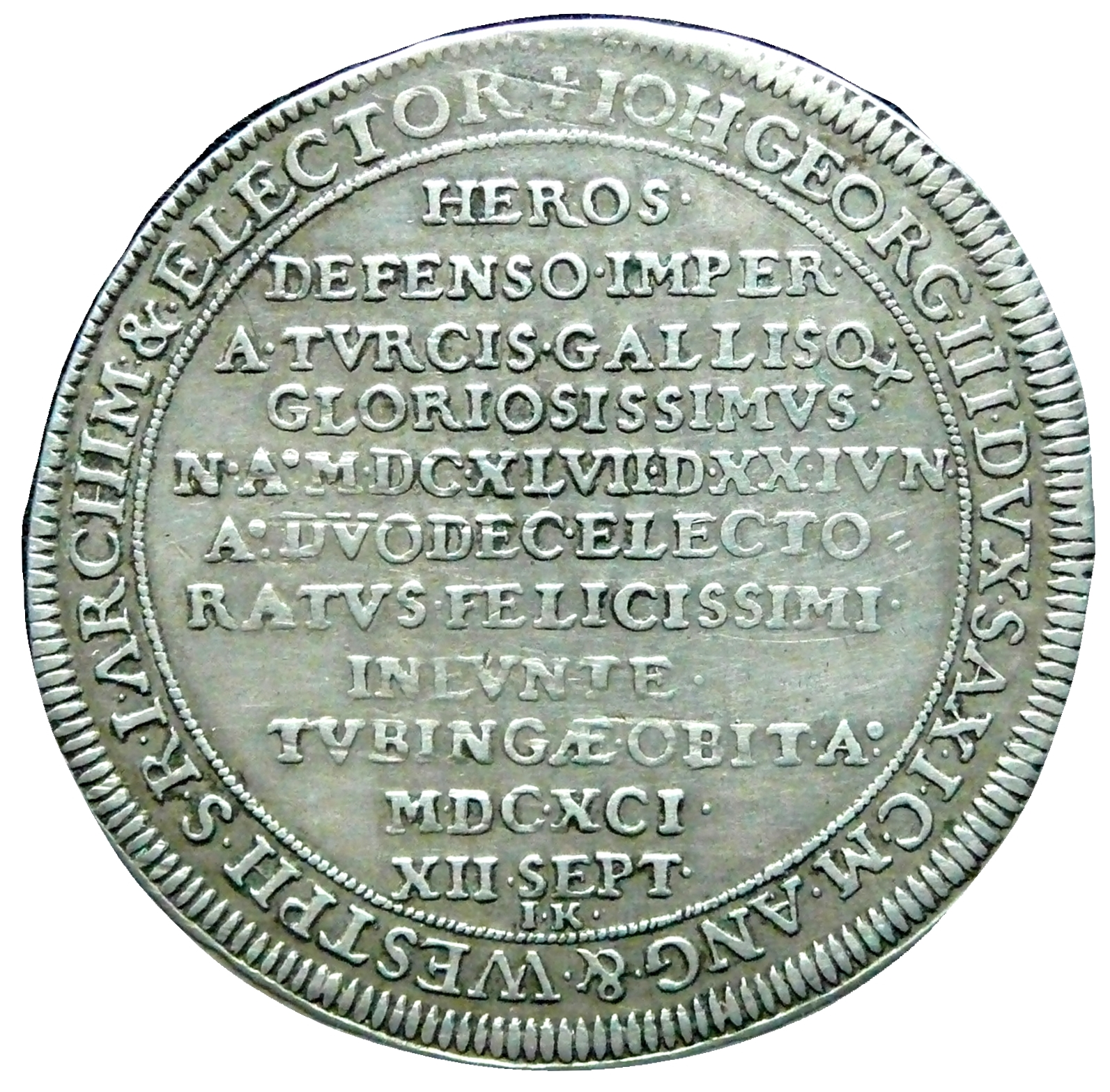
Реверс одного из первых курантных талеров 1691 года

Нормы лейпцигского монетного договора стали применять во многих немецких землях. Ещё до официального подписания, по примеру Бранденбурга, на 12-талеровую стопу перешли такие небольшие государства как Сайн-Витгенштейн, Шварцбург-Зондерсгаузен, Гота, Кобург, Рейсс, епископство Любек и Гольштейн. Вскоре после подписания их стали применять в Шведской Померании, Майнце, Трире, Пфальце, Франкфурте, Ганау, Гессен-Дармштадте, Гамбурге и даже Баварии.
После принятия нового монетного договора, в отличие от времени действия циннаевской монетной стопы, когда курантный талер являлся счётной единицей, их стали выпускать в виде реальной монеты, хоть и в крайне небольших количествах. Один из первых выпусков датирован 1691 годом. К нему относятся посмертные памятные монеты отчеканенные по поводу смерти курфюрста Саксонии Иоганна Георга III.
В 1692 году император Священной Римской империи Леопольд запретил выпуск монет с меньшим содержанием серебра, чем представленные в лейпцигском монетном договоре. Это ещё более поспособствовало распространению норм лейпцигской стопы на территории Германии.
В отличие от циннаевской лейпцигская монетная стопа распространилась на территории большей части Германии, на территории которой существовала весьма специфическая система денежного обращения. На конец XVII столетия 1 талер соответствовал 24 грошам или 90 крейцерам. Использование в качестве разменной монеты гроша преобладало в северной части Германии, крейцера — в южной. Гульден представлял собой как счётную денежную единицу, так и реальную монету. Счётный гульден был равным 60 крейцерам, что соответствовало 2⁄3 талера. Появление нового талера, отчеканенного по лейпцигской стопе, при не отменённом имперском вносило изменения в систему денежного обращения. По аналогии с циннаевской стопой возникли понятия курантного и специесталера. Курантный талер, как и ранее, оценивался в 24 гроша, в то время как отчеканенный по имперским нормам специесрейхсталер содержал эквивалентное 32 грошам количество серебра. Гульден, как счётная единица равная 60 крейцерам, по мере замещения монет, отчеканенных по имперской стопе, монетами лейпцигской стопы, стал обозначать ½, а не 2⁄3 талера.
| Номинал по нормам имперской монетной стопы | Эквивалент в гульденах | Эквивалент в крейцерах | Эквивалент в грошах | Номинал по нормам лейпцигской монетной стопы |
| ------------------------------------------ | ---------------------- | ---------------------- | ------------------- | -------------------------------------------- |
| рейхсталер                                 | 2                      | 120                    | 32                  | 1⁄3 талера                                   |
| 3⁄4 рейхсталера                            | 1½                     | 90                     | 24                  | талер                                        |
| ½ рейхсталера                              | 1                      | 60                     | 16                  | 2⁄3 талера                                   |
| 1⁄4 рейхсталера                            | ½                      | 30                     | 12                  | 1⁄3 талера                                   |
| 1⁄8 рейхсталера                            | 1⁄4                    | 15                     | 6                   | 1⁄6 талера                                   |

Монеты отчеканенные по лейпцигской стопе вскоре вытеснили свои имперские аналоги. 1 декабря 1738 года на рейхстаге в Регенсбурге она была признана новой имперской монетной стопой.

## Прекращение действия
После смерти в 1740 году императора Карла VI началась война за австрийское наследство. Она привела к нарушению системы денежного обращения и порче монеты многочисленными монетными сеньорами. Многочисленные войны между Пруссией и Австрией и формирование двух центров силы сделали невозможным возобновление единой монетной стопы для всех многочисленных государств Священной Римской империи. В 1750 году в Пруссии приняли грауманскую монетную стопу предполагающую чеканку 14 талеров из одной кёльнской марки чистого серебра.
В 1753 году между Австрией и Баварией была подписана монетная конвенция предполагавшая чеканку 20 гульденов из одной кёльнской марки чистого серебра. Конвенционный талер равнялся 2 гульденам, сохранив заложенное лейпцигским монетным договором соотношение.

## Комментарии
1. ↑  В договорах отсутствует норма о чеканке курантного талера (монеты с содержанием 1⁄12 кёльнской марки чистого серебра), который представлял собой счётную денежную единицу. Впоследствии был чеканен небольшими тиражами в качестве реальной монеты.